# Christopher Oualembo
Christopher Oualembo (Saint-Germain-en-Laye, Francia, 31 de enero de 1987) y es un futbolista congoleño, aunque francés de nacimiento. Se desempeña como defensa y actualmente juega en el Académica de la Primeira Liga de Portugal.

## Clubes
| Club                  | País     | Año           |
| --------------------- | -------- | ------------- |
| París Saint-Germain B | Francia  | 2004 - 2006   |
| US Quevilly           | Francia  | 2006 - 2007   |
| Atlético Levante      | España   | 2007 - 2008   |
| Monza Brianza         | Italia   | 2009 - 2011   |
| Chernomorets Burgas   | Bulgaria | 2012          |
| Lechia Gdańsk         | Polonia  | 2012-2014     |
| Académica             | Portugal | 2014-presente |

## Selección nacional
Ha sido internacional con la Selección de fútbol de la República Democrática del Congo; donde hasta ahora, ha jugado 5 partidos internacionales y no ha anotado goles, por dicho seleccionado. Debutó en el seleccionado adulto de su país, el 25 de marzo de 2008 en un partido amistoso, ante su similar de Gabón.